# Paulo Amaral Vasconcelos
Paulo Amaral Vasconcelos (Pindorama, 14 de janeiro de 1936), também conhecido como Paulo Amaral, é um banqueiro, vice-presidente do banco Bradesco, diretor financeiro e depois presidente do São Paulo Futebol Clube, entre 2000 e 2002. Em sua gestão, deu início à revitalização do futebol do time, contratando jogadores de nome. Tentou a reeleição, porém não obteve êxito, sendo derrotado por Marcelo Portugal Gouvêa por apenas dois votos.